# Catostomus
Genre
Catostomus est un genre de poissons téléostéens de la famille des Catostomidae et de l'ordre des Cypriniformes. La plupart des membres du genre sont originaires d'Amérique du Nord, mais Catostomus catostomus se rencontre également en Russie.

## Espèce non décrite
L'une des espèces de Catostomus, le Meunier de salish — population génétiquement distincte, résultant probablement de divergences évolutives acquises dans un refuge glaciaire lors des glaciations précédentes ou lors de la glaciation du Pléistocène dans le refuge de Chehalis. C'est une espèce proche du Meunier rouge, mais qui en 2002 n'avait pas encore de nom scientifique est considéré en voie de disparition au Canada.

## Liste des espèces
Selon FishBase (13 juillet 2015) :

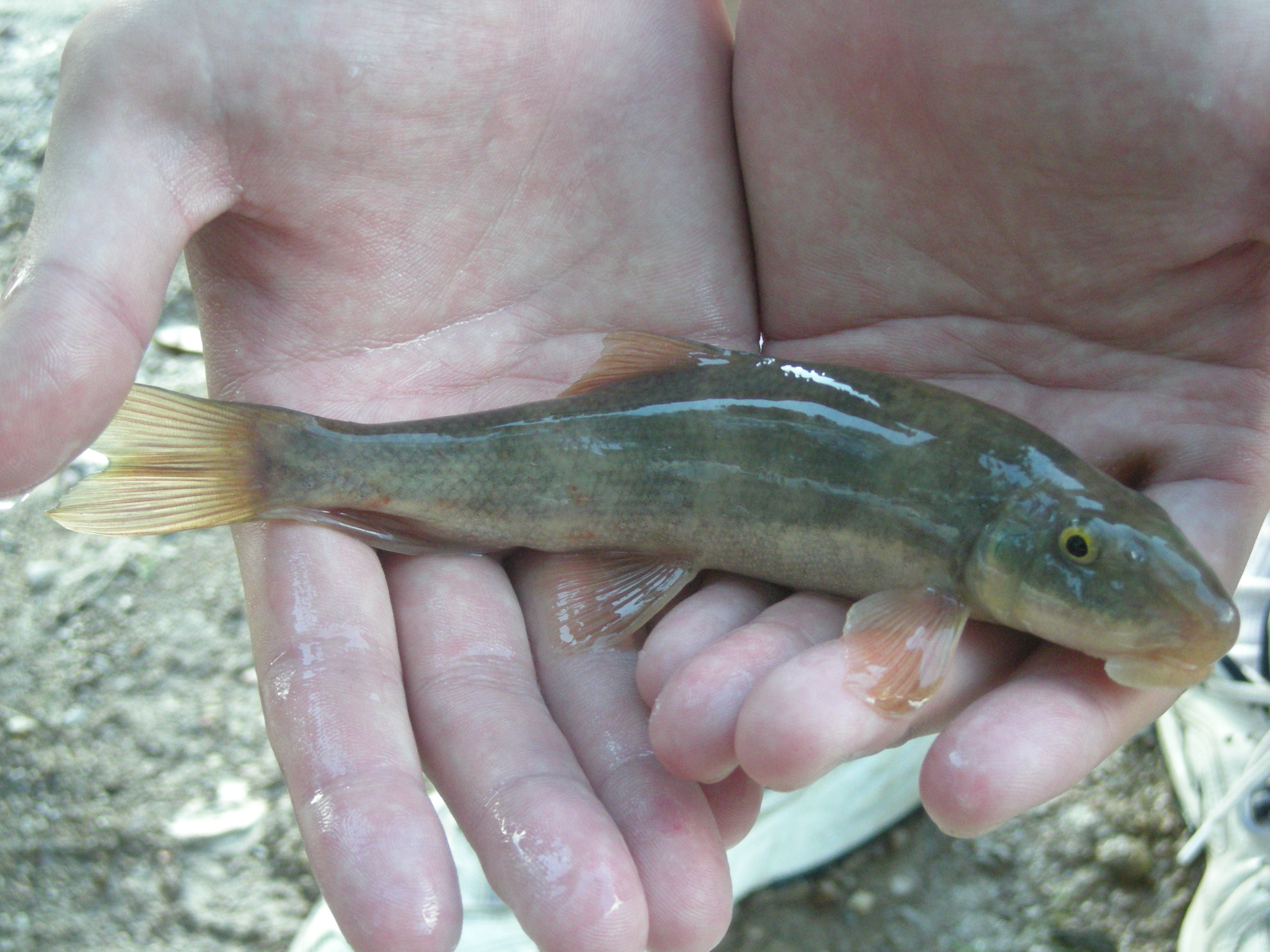
Catostomus clarkii

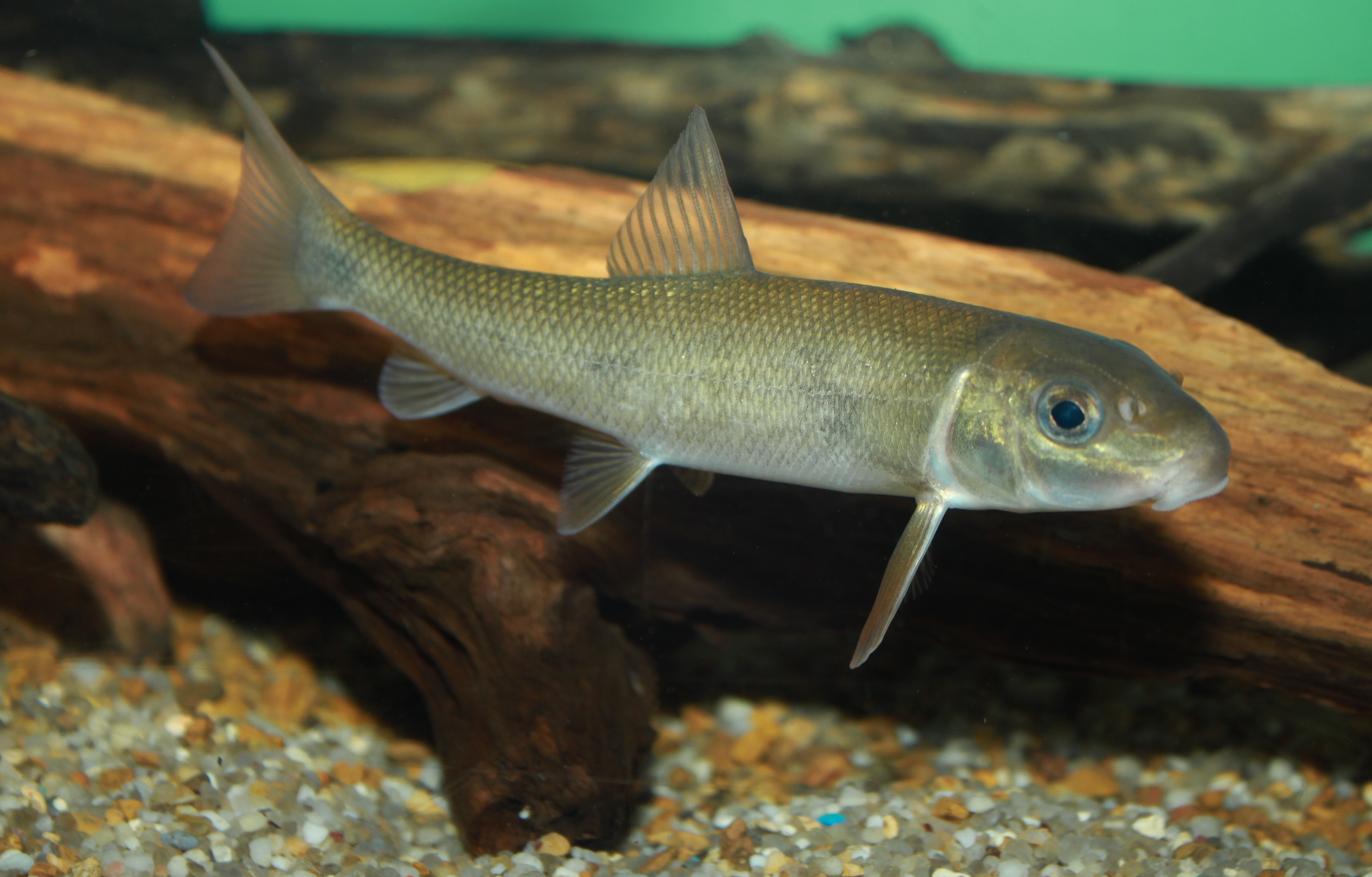
Catostomus commersonii

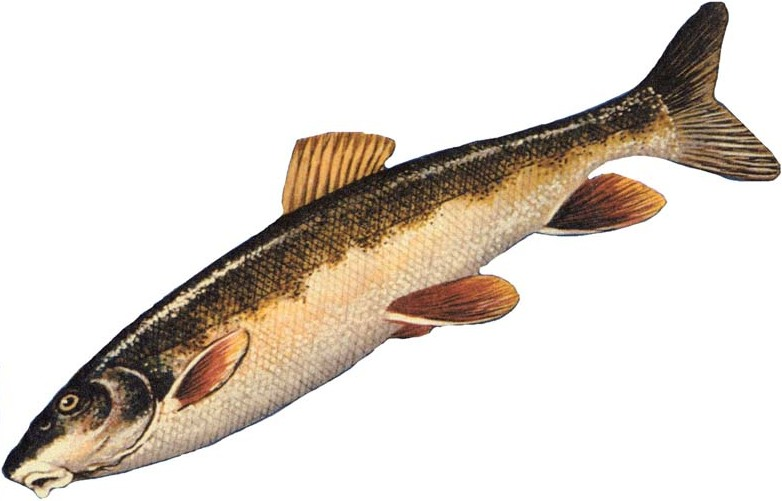
Catostomus catostomus

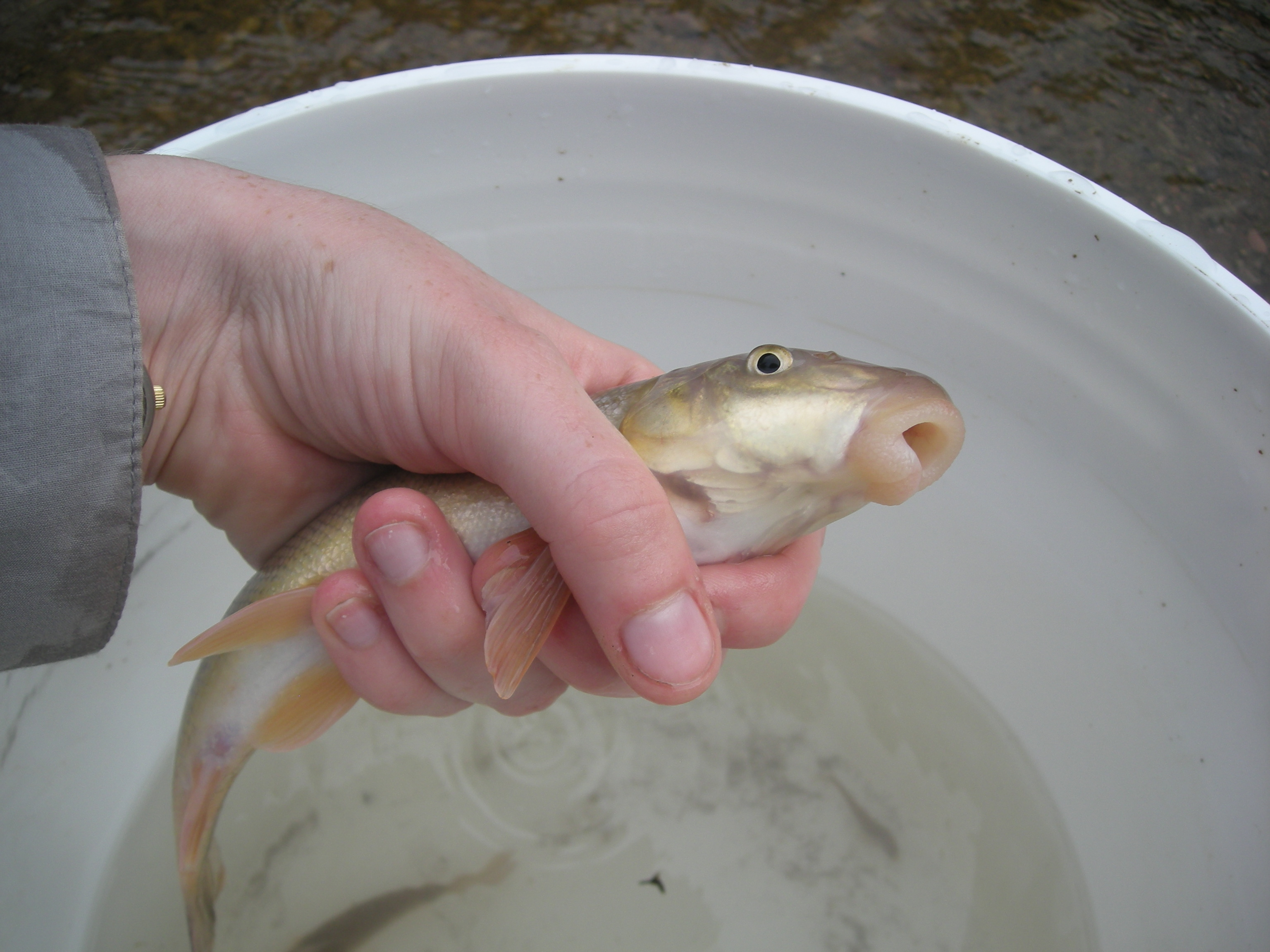
Catostomus insignis

- Catostomus ardens Jordan & Gilbert, 1881
- Catostomus bernardini Girard, 1856
- Catostomus bondi Smith, Stewart & Carpenter, 2013[3]
- Catostomus cahita Siebert & Minckley, 1986
- Catostomus catostomus (Forster, 1773)
- Catostomus clarkii Baird & Girard, 1854
- Catostomus columbianus (Eigenmann & Eigenmann, 1893)
- Catostomus commersonii (Lacepède, 1803)
- Catostomus conchos Meek, 1902
- Catostomus discobolus Cope, 1871
- Catostomus fumeiventris Miller, 1973
- Catostomus insignis Baird & Girard, 1854
- Catostomus latipinnis Baird & Girard, 1853
- Catostomus leopoldi Siebert & Minckley, 1986
- Catostomus macrocheilus Girard, 1856
- Catostomus microps Rutter, 1908
- Catostomus nebuliferus Garman, 1881
- Catostomus occidentalis Ayres, 1854
- Catostomus platyrhynchus (Cope, 1874)
- Catostomus plebeius Baird & Girard, 1854
- Catostomus rimiculus Gilbert & Snyder, 1898
- Catostomus santaanae (Snyder, 1908)
- Catostomus snyderi Gilbert, 1898
- Catostomus tahoensis Gill & Jordan, 1878
- Catostomus tsiltcoosensis Evermann & Meek, 1898
- Catostomus utawana Mather, 1886
- Catostomus warnerensis Snyder, 1908
- Catostomus wigginsi Herre & Brock, 1936

### Note
Au moins une espèce non encore décrite :
- Catostomus sp. — Meunier de salish[4],[5] — peut-être une sous espèce de Catostomus catostomus.

#### Sous-espèces
Selon Wikipédia en anglais :
- Catostomus catostomus
  - Catostomus catostomus catostomus (J. R. Forster, 1773)
  - Catostomus catostomus cristatus Cope, 1883 †
  - Catostomus catostomus lacustris Bajkov, 1927
- Catostomus discobolus
  - Catostomus discobolus discobolus (Cope, 1871)
  - Catostomus discobolus jarrovii (Cope, 1874)
- Catostomus occidentalis
  - Catostomus occidentalis lacusanserinus  Fowler, 1913
  - Catostomus occidentalis occidentalis Ayres, 1854

## Galerie

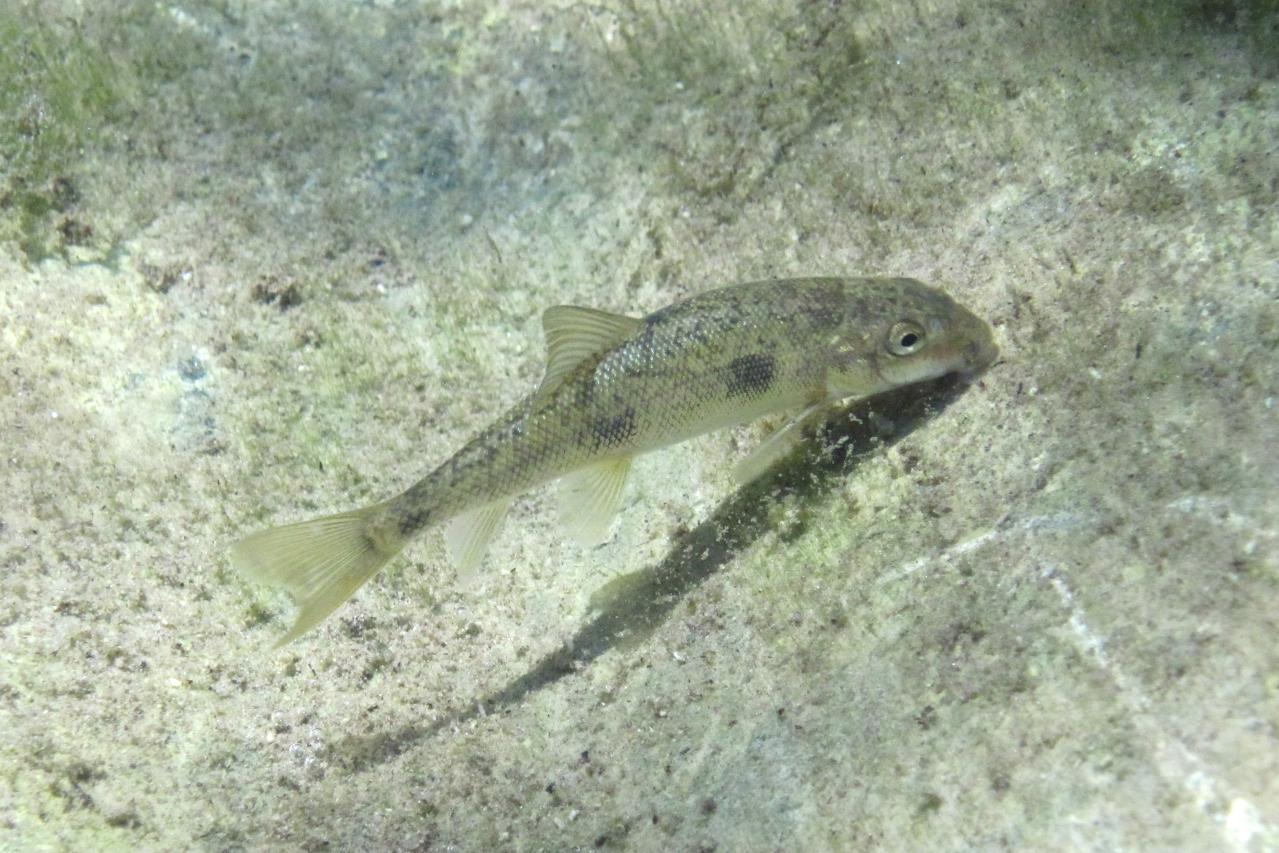
Catostomus occidentalis
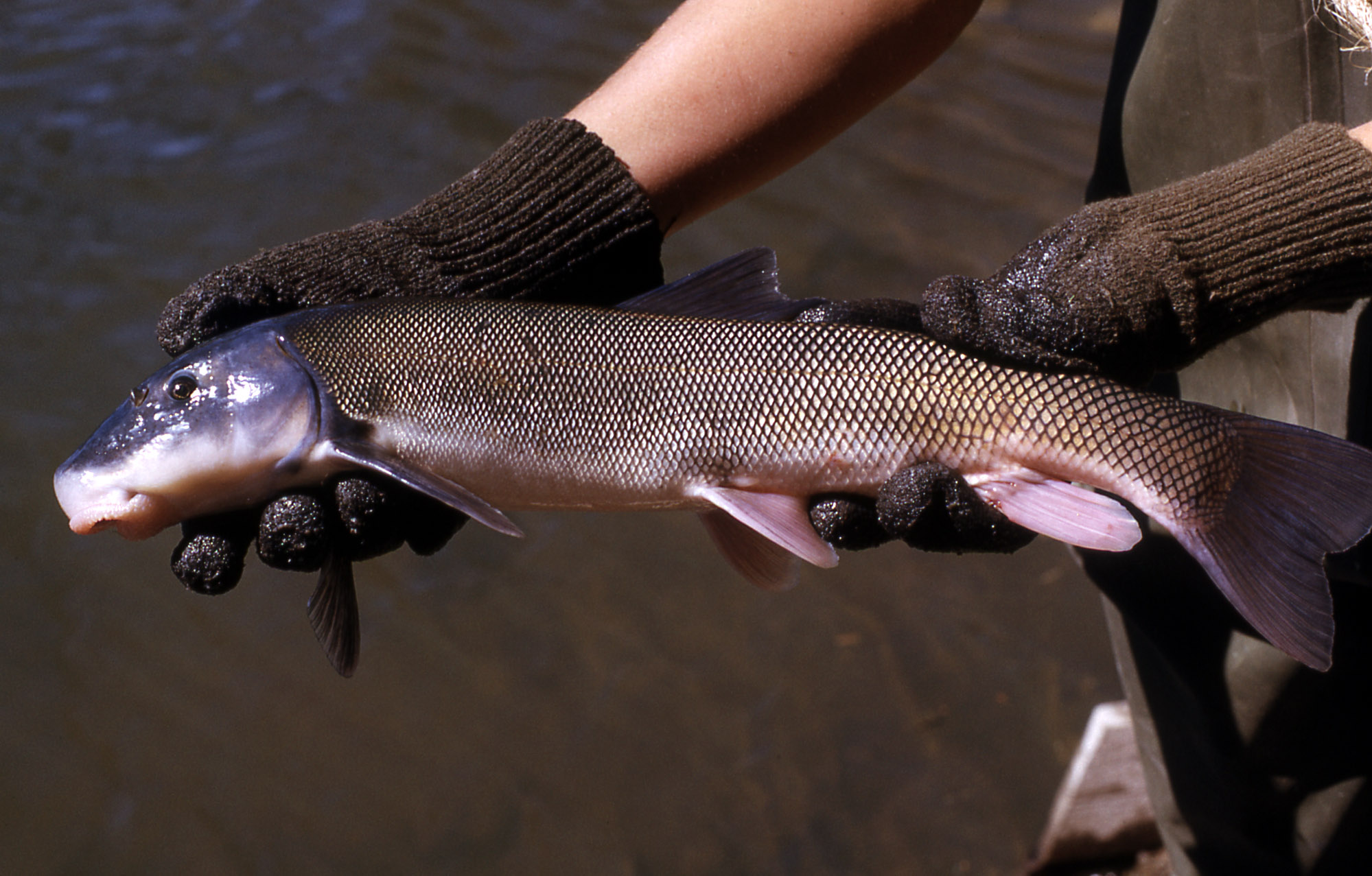
Catostomus platyrhynchus
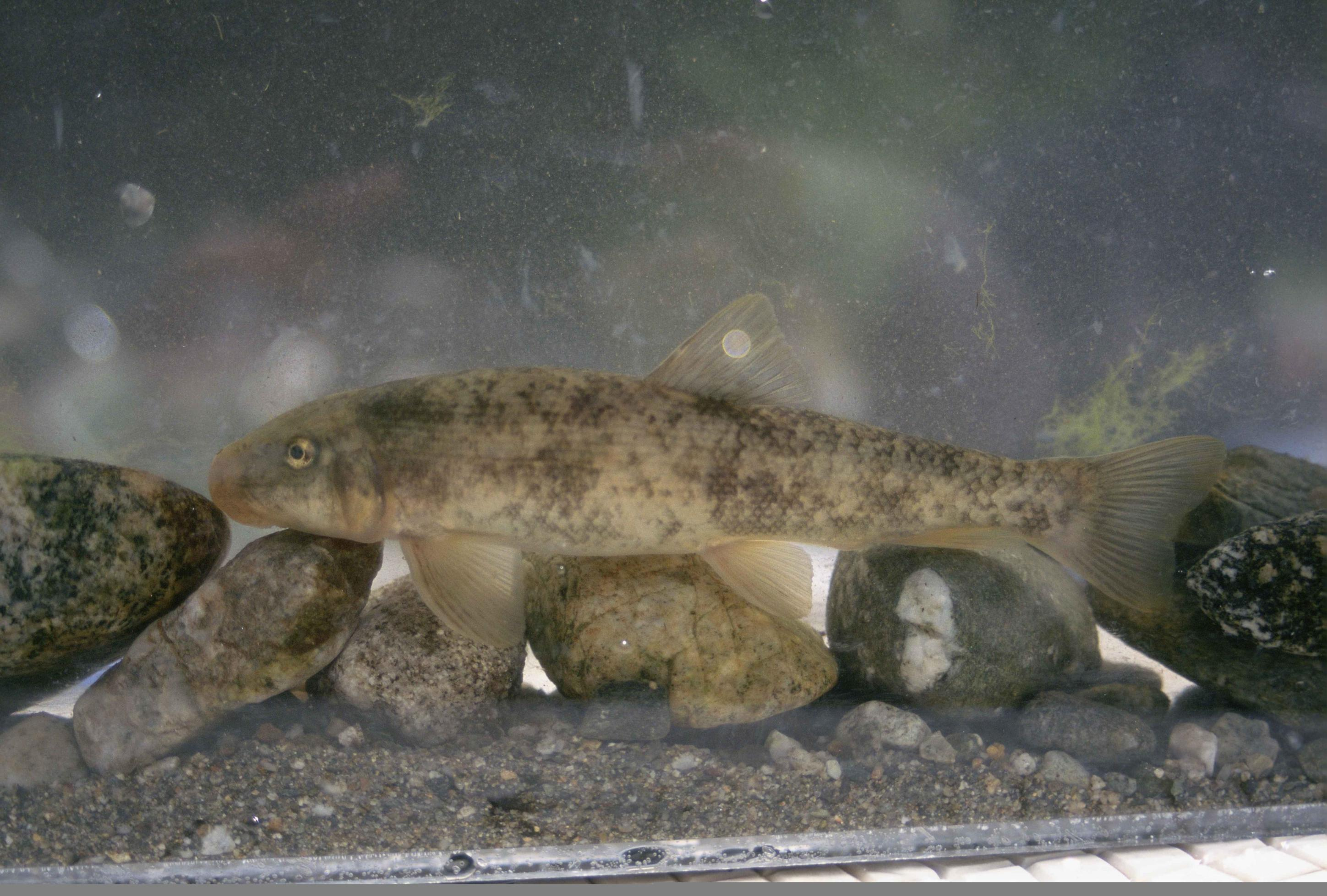
Catostomus santaanae
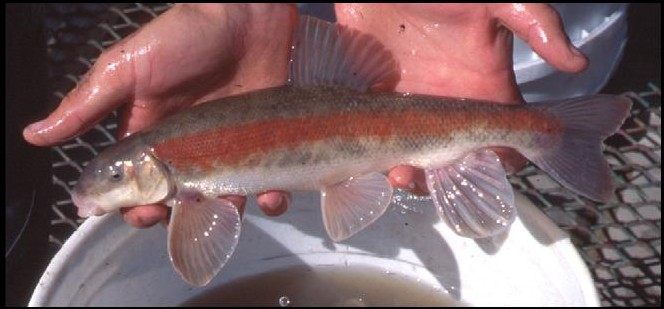
Catostomus warnerensis
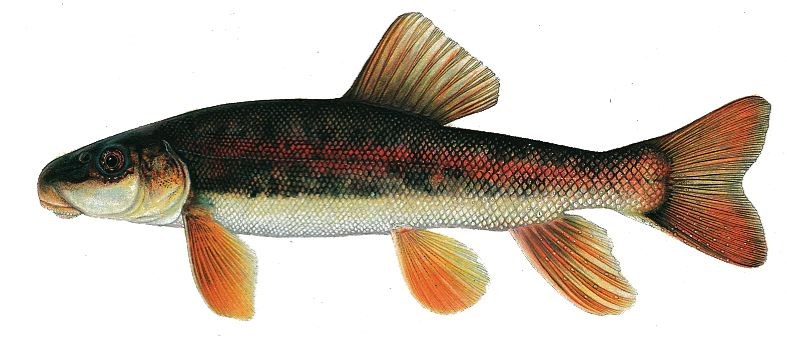
Catostomus microps